# Par-delà le crime et le châtiment
 (janvier 2013).
Si vous disposez d'ouvrages ou d'articles de référence ou si vous connaissez des sites web de qualité traitant du thème abordé ici, merci de compléter l'article en donnant les références utiles à sa vérifiabilité et en les liant à la section « Notes et références ».
Paru en 1966, Par delà le crime et le châtiment est le seul essai de Jean Améry sur le génocide juif. Il constitue une œuvre majeure de la littérature de la Shoah et sur la condition de victime.[réf. nécessaire]

## Contenu
Jean Améry commence par se demander à quoi la pensée peut servir face à l’expérience réelle de la torture et d’Auschwitz, face à ce traumatisme, évidemment indélébile. À cette question, il répond que la pensée théorique, philosophique ne servait à rien à Auschwitz. La situation de l'intellectuel, inutile à l'organisation du camp était plus difficile matériellement et humainement que celle du travail manuel qualifié qui pouvait être affecté à des tâches spécialisées moins rudes. De plus, isolé de ses pairs, l'intellectuel ne peut guère communiquer que sur des sujets quotidiens, la nourriture, la paille de couchette… L'intellectuel est impuissant devant la logique de destruction des SS qui édictent des règles impossibles à suivre et qui punissent ceux qui ne respectent pas ces règles. De plus Améry, agnostique, pétri d'idéalisme humaniste et sceptique en ce qui concerne les idéologies politiques, n'est soutenu par aucune foi. Les religieux et les militants trouvent dans leur croyance une explication à Auschwitz: « La faim n'était pas tout bonnement la faim mais la conséquence nécessaire de l'athéisme ou de la pourriture capitaliste ». Ils y trouvent aussi la certitude qu'un jour, ils seront vengés, par Dieu ou par Staline alors que l'intellectuel humaniste ne peut que désespérer de l'homme. 
Une autre souffrance, un autre exil l'habitent. L'intellectuel allemand a été dépossédé par l'ennemi de toutes ses références intellectuelles. Les philosophes, les musiciens, les écrivains, les peintres: « c'était la propriété de l'ennemi ». Le romantisme allemand avait développé une vision esthétique de la mort, vision rendue absurde par l'industrialisation de la mort et les aboiements des SS et des kapos.  La peur de la mort, elle-même s'évanouit. La mort est tellement intrinsèque au camp que les détenus savent qu'ils vont mourir. La seule question est comment: éventré par un SS, dans une chambre à gaz, d'épuisement…  rien que des considérations pratiques, rien que la réalité.  Et il écrit: « Qu'à Auschwitz nous ne soyons pas  devenus non plus meilleurs, plus humains plus altruistes et moralement plus mûrs, cela va sans dire, je crois ». 
Jean Améry s'interroge sur la nature de ses tortionnaires; des sadiques, au sens de la philosophie du marquis de Sade, des hommes qui exercent leur souveraineté totale sur l'autre en le réduisant à un objet dont ils peuvent user librement. Cette réification est d'ailleurs décrite très souvent par les témoignages des survivants. Il récuse aussi le terme de banalité du mal employé par Hannah Arendt lors du procès d'Eichmann à Jérusalem. Les tortionnaires de Breendonk sont des fonctionnaires zélés accomplissant des actes odieux liés à l'existence même du national-socialisme. Il est dans l'essence même du nazisme de torturer ses victimes. Et quand Jean Améry voit que les criminels qui ont torturé, assassiné continuent à vivre tranquillement et à prospérer en RFA, il ne peut que constater sa rancœur envers l'Allemagne. Pourtant quand un « brave » commerçant lui dit un beau jour de  1958 que: « Le peuple allemand ne gardait aucune rancune au peuple juif », il se sent comme « Shylock qui exige sa livre de viande ». 
Quand Jean Améry écrit son essai, la singularité et l'ampleur du génocide juif émerge seulement dans la conscience collective internationale. L'Allemagne des années 1950 a fait l'impasse sur les treize ans de nazisme. Jean Améry reprenant, les propos de Thomas Mann proclame avec force que Hitler fait partie de l'histoire allemande, au même titre que Goethe ou Beethoven et qu'il est impossible aux Allemands de se réclamer de l'un et d'occulter l'autre. C'est la seule manière de prendre en compte le ressentiment des victimes. Jean Améry insiste sur la notion de faute collective du peuple allemand. Il n'a rencontré de juillet 1943 à avril 1945, que trop peu d'Allemands compatissants face à une multitude d'Allemands le considérant comme un chien. Il refuse de pardonner aux bourreaux sous prétexte que le temps a passé, ou d'une pression sociale poussant à la réconciliation. L'oubli du génocide juif et son pardon sont des fautes graves. À ses yeux:  « Les ressentiments sont là pour que le crime devienne une réalité morale aux yeux du criminel lui-même, pour que le malfaiteur soit impliqué dans la vérité de son forfait. » 
Comme beaucoup de juifs assimilés de langue allemande, il est tourmenté par « la nécessité et l'impossibilité d'être juif », alors qu'il n'est ni croyant et n'a pas été élevé dans la culture juive et n'a aucune envie de connaître les traditions juives. Mais on est nécessairement juif quand on voit son matricule d'Auschwitz tatoué sur son avant-bras, « plus clair que la lecture de la Torah ». Comme Albert Einstein dans les années vingt, comme Sartre après-guerre, il pense que c'est l'antisémitisme qui fait le juif et non pas le juif qui fait l'antisémitisme (Réflexions sur la question juive). Le jour où, en 1935, il a lu dans un journal  les lois de Nuremberg, il est devenu juif. Il ressent ces décrets comme un « arrêt de mort ». C'est le début d'un processus de dégradation des Juifs qui culmine à Auschwitz. Dans le camp, les juifs sont d'ailleurs en bas de la hiérarchie que les nazis ont instaurée entre les prisonniers. Face à cette déshumanisation, seule la révolte permet de retrouver sa dignité d'homme.  La défaite n'a pas rendu à Jean Améry sa tranquillité. Il se sent toujours un juif seul et étranger, inquiet des résurgences de l'antisémitisme après-guerre.  Il perçoit le développement de l'antisionisme comme une nouvelle forme d'antisémitisme. Il n'exclut pas une nouvelle persécution, ni même un nouveau massacre des Juifs. 
Au terme de sa réflexion, il accepte de se reconnaître comme une « victime juive » et non pas une victime du nazisme ce qui est très différent. Mais contrairement à Primo Levi et à Imre Kertész, Améry maintient toujours très nette la distinction entre le bourreau allemand et sa victime juive.